# Néez (Hautes-Pyrénées)
Ne doit pas être confondu avec Neez (Pyrénées-Atlantiques).
Le Néez de Saint-Créac (Nes, Nest) est un affluent droit du gave de Pau au sud de Lourdes.

## Hydronymie
L'hydronyme de Néez, voisin de ceux du Neez et du Léez, est une variante de l'hydronyme pyrénéen Lez (alternance l / n).

## Géographie
De 15,7 km de longueur, le Néez naît au col de Buraou (1 516 m) derrière la station de ski du Hautacam sous le nom d'arriou du plã de la péne, à 1 655 m d'altitude, à côté du col de Moulata (1 722 m d'altitude) et du pic de Naouit (1 812 m).
Le Nès s'oriente du nord-est au nord-ouest pour rejoindre le gave de Pau à Poumià en aval de Lugagnan et est entièrement dans la vallée de Castelloubon.

### Communes et département traversés
- Hautes-Pyrénées : Gazost, Saint-Créac, Juncalas.

## Principaux affluents
- (D) Ruisseau de Naouit ;
- (G) Ruisseau de Las Courbes ;
- (G) Ruisseau de Courtalet ;
- (G) Ruisseau de Ribettes ;
- (D) Ruisseau de l'Arriou de Hounteyde, 4,4 km, du Pic de Lhens (2 085 m) ;
- (D) Ruisseau de Cadusses ;
- (G) Ruisseau de Nabias;
- (D) Ruisseau de Lia ;
- (G) Ruisseau Cazajoux ;
- (D) Ruisseau Le Hourquet ;
- (G) Ruisseau de Habouse ;
- (G) Ruisseau de Trésères ;
- (D) Ruisseau Le Louey 5,9 km, à Juncalas, d'Ourdis-Cotdoussan ;
  - (D) Ruisseau de l'Oussère (Aucère), 3,8 km, en provenance du Pic de la Clique (1 048 m) ;
- (G) Ruisseau d'Aouits ;
- (G) Ruisseau d'Alli.

(D) rive droite ; (G) rive gauche.